# Wau Salaam Football Club
L'Al–Wau Salaam Football Club è una società calcistica sudsudanese fondata nel 2012 a Wau. Milita nella massima serie sudsudanese. 
Ha vinto il titolo nazionale nell'edizione 2011-2012.

## Storia
La società è stata la prima ed unica squadra sudsudanese a partecipare ad una competizione internazionale, precisamente alla Kagame Interclub Cup del 2012.

In quell'occasione perse tutte e tre le partite che disputò, contro i ruandesi del APR per 7−1, contro i burundesi dell′Atlético Olympic F.C. per 5−0 e contro i tanzaniani degli Young Africans S.C. per 7−1. In quest'ultima partita Khamis Leyano ha segnato il gol dell′1−7, diventando il primo calciatore sudsudanese ad andare a segno in una competizione internazionale.

## Società

### Sponsor
Lo sponsor tecnico è l'Adidas.
- Adidas (2012-oggi)

## Calciatori
- Khamis Leyano

## Palmarès

### Competizioni nazionali
- South Sudan Football Championship: 2

2012, 2017

### Altri piazzamenti
- South Sudan Football Championship:

Terzo posto: 2018